# The Mad Gear and Missile Kid
The Mad Gear and Missile Kid é um EP da banda americana de rock My Chemical Romance. Foi lançado em 22 de novembro de 2010 como conteúdo adicional presente na edição especial do seu quarto álbum de estúdio, Danger Days: The True Lives of the Fabulous Killjoys. É o primeiro e único lançamento do grupo com a participação do baterista Michael Pedicone.

## Contexto
O quarto álbum de estúdio do My Chemical Romance, é considerado um ópera rock, onde a história é baseada na vida personagens fictícios, os "Killjoys". Eles são um grupo de rebeldes vivendo em um mundo pós-apocalíptico, onde o álbum narra a história destes, lutando contra uma organização maligna, a Better Living Industries (BL/ind.).
O guitarrista Frank Iero disse à MTV: "Basicamente, é o que os Killjoys estão ouvindo no carro enquanto enfrentam trocas tiros". Em uma entrevista com a Alternative Press, Gerard Way expressou o desejo de criar um álbum completo do Mad Gear and Missile Kid, mas não o fez antes da separação da banda em 2013. Este EP foi lançado em serviços de streaming em 26 de agosto de 2022, 12 anos após seu lançamento.

## Recepção da crítica
| Críticas profissionais | Críticas profissionais |
| Avaliações da crítica  | Avaliações da crítica  |
| Fonte                  | Avaliação              |
| ---------------------- | ---------------------- |
| AbsolutePunk           | (80%)                  |

O EP The Mad Gear and Missile Kid recebeu avaliações positivas dos críticos de música, com elogios especiais tanto para sua natureza divertida quanto para seu som. Ian Walker, da AbsolutePunk, deu ao EP uma crítica positiva, afirmando que "tem menos de seis minutos, mas proporciona uma rápida injeção de velocidade musical que faz o sangue circular e o corpo se mover." Walker ainda prosseguiu dizendo: "My Chemical Romance nos lembra que a música deve, antes de tudo, ser divertida. E não consigo imaginá-los não se divertindo ao montar este pequeno projeto. Isso irradia em cada segundo."

## Lista de faixas
Todas as faixas escritas e compostas por My Chemical Romance. 
| The Mad Gear and Missile Kid |                                 |         |  |
| N.º                          | Título                          | Duração |  |
| 1.                           | "F.T.W.W.W."                    | 2:27    |  |
| 2.                           | "Mastas of Ravenkroft"          | 1:44    |  |
| 3.                           | "Black Dragon Fighting Society" | 1:37    |  |
| Duração total:               | Duração total:                  | 5:48    |  |

## Ficha técnica
- Gerard Way – vocais principais, produção
- Mikey Way – baixo, produção
- Frank Iero – guitarra rítmica, vocais de apoio, produção
- Ray Toro – guitarra principal, vocais de apoio, produção
- Michael Pedicone – bateria, percussão
- Dan Chase – gravação
- Doug McKean – mixagem